# George Somers
Pour les articles homonymes, voir Somers.

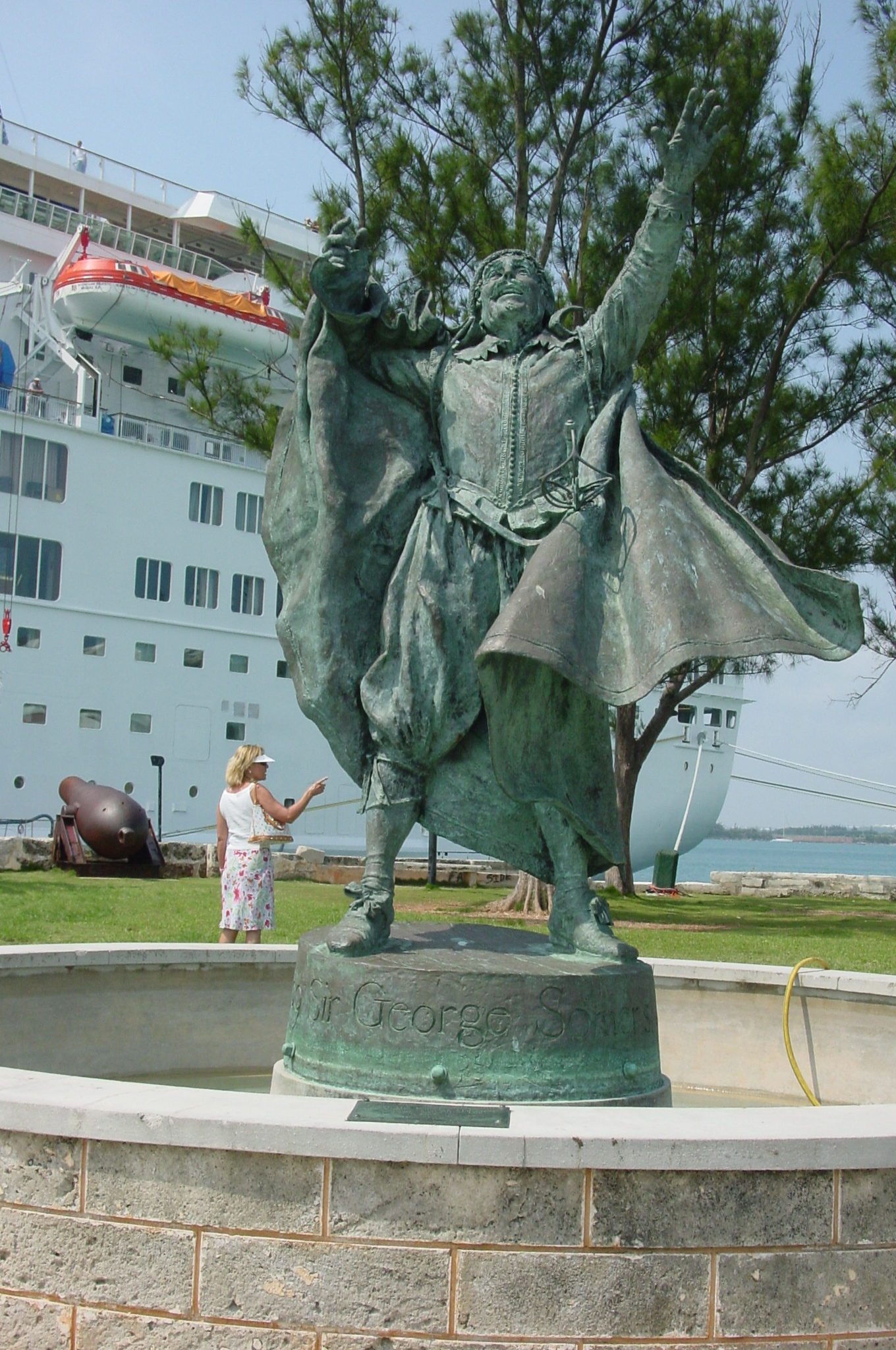
Statue en hommage à George Somers à Saint George's

George Somers, 1554 Lyme Regis, Dorset - 9 novembre 1610, Bermudes, est un navigateur et pirate anglais, un des fondateurs de la colonie anglaise des Bermudes.

## Biographie
Entré dans la Royal Navy en 1595, Somers se fait connaître en participant à l'expédition dirigée par Sir Amyas Preston contre la flotte espagnole, en saccageant Caracas et Coro pendant la Guerre anglo-espagnole (1585-1604). De 1600 à 1602, il commande plusieurs bateaux dont les Vanguard, Swiftsure et Warspite, est anobli (1603) et est élu la même année membre du Parlement pour Lyne Regis.
Nommé amiral de la Virginia Company, capitaine du Sea Venture (2 juin 1609), navire devant transporter des colons en Virginie, à Jamestown et dans les Bermudes, il s'échoue sur les côtes de ces dernières le 28 juillet 1609. Somers et sa compagnie vont alors rester aux Bermudes où ils vont vivre pendant dix mois. Certains commentateurs estiment que cet incident a inspiré à William Shakespeare La Tempête.
Somers et ses hommes vont alors y fonder une église et des maisons, prémices de la colonie des Bermudes. Avec un bois local, le Juniperus bermudiana, ils vont construire deux petits bateaux (le Deliverance et le Patience) et parviendront à gagner la Virginie et à sauver la colonie alors décimée par la famine.
En juillet 1610, Somers va revenir aux Bermudes pour y chercher plus de nourritures mais y meurt le 9 novembre 1610.
Dans le Somers'Gardens à St. George une marque indique l'endroit où son cœur aurait été enterré. Le reste de son corps est rapatrié en Angleterre et repose à Whitchurch Canonicorum.

## Hommages
- Une unité du Bermuda Sea Cadet Corps (en) de Saint George's porte son nom.
- En 1984, une statue en son honneur a été inaugurée par la princesse Margaret pour corroborer le 375e anniversaire de l'établissement de la colonie des Bermudes.